# Erik van Rossum
Erik van Rossum (født 27. marts 1963) er en tidligere hollandsk fodboldspiller.
Han har spillet for flere forskellige klubber i sin karriere, herunder Verdy Kawasaki.